# Battista Tomasoni
Battista Tomasoni (4 febbraio 1966) è un ex sciatore alpino italiano.

## Biografia
Specialista delle prove veloci, Tomasoni debuttò in campo internazionale in occasione dei Mondiali juniores di Sestriere 1983, dove si classificò 23º nella discesa libera, e nella successiva rassegna iridata giovanile di Sugarloaf 1984 si piazzò 34º nella discesa libera e 6º nello slalom gigante; in Coppa Europa nella stagione 1985-1986 fu 3º nella classifica di supergigante. Non prese parte a rassegne olimpiche né ottenne piazzamenti in Coppa del Mondo o ai Campionati mondiali.

## Palmarès

### Coppa Europa
- Miglior piazzamento in classifica generale: 25º nel 1986